# Thaddée d'Édesse
Pour les articles homonymes, voir Thaddée.
Cet article traite de l'apôtre Thaddée-Addaï, aussi appelé Judas, ayant évangélisé Édesse et l'Arménie. Pour l'apôtre Thaddée (Lebbaeus), lui aussi appelé Jude ou Judas, voir Jude (apôtre). Pour le frère de Jésus appelé Jude et auteur de l'épître qui porte son nom, voir Jude (frère de Jésus).
Thaddée d'Édesse aussi appelé Addaï ou Judas le Zélote est un disciple de Jésus qui selon la tradition aurait évangélisé des territoires en Mésopotamie et en particulier Édesse et le royaume d'Arménie.
Son personnage est difficile à cerner car les traditions divergent à son sujet. Dans les traditions orientales, c'est le fondateur de l'Église d'Édesse dont l'Église nestorienne se réclame. Dans la tradition arménienne, il aurait ensuite fondé la première Église d'Arménie avec l'apôtre Barthélemy.
Dans les traditions des églises orientales, ainsi que pour une partie des catholiques, il s'agit de l'apôtre Thaddée, appelé aussi Judas de Jacques (Lc. 6, 16 et Ac. 1, 14) ou Judas Thaddée. Pour les Orthodoxes et les Nestoriens, il s'agit d'un demi-frère de Jésus que Joseph aurait eu avec une autre femme que Marie, alors que pour les catholiques, il s'agit d'un cousin germain de Jésus, fils d'une demi-sœur de Marie appelée Marie Jacobé avec un frère — ou un demi frère — de Joseph appelé Clopas, l'expression « frères de Jésus » ne devant pas être pris dans son sens premier.
Une autre partie de la tradition catholique estime qu'il ne s'agit ni du « frère » de Jésus, ni de l'apôtre portant les mêmes noms, mais d'un disciple de Jésus, membre des « septante disciples » de Jésus dont Eusèbe de Césarée écrit qu'il en ignore les noms et dont on connaît plusieurs versions tardives et comportant des différences.
Selon la tradition, après avoir effectué une prédication en Palestine, il s'est rendu « dans le pays Arabe », en Syrie, en Mésopotamie et en Arménie. Les récits l'associent souvent avec Simon le Zélote qui l'aurait rejoint en Mésopotamie, après avoir prêché « en Barbarie », c'est-à-dire dans une région de l'Éthiopie.
Les traditions divergent sur le lieu de sa mort. Pour nombre de chrétiens, il aurait subi le martyre en « Perse ». Les sources en arménien sont plus précises et indiquent que Thaddée aurait été exécuté dans la ville de Maku appartenant alors au Royaume d'Arménie (aujourd'hui au nord de l'Iran). Il existe aussi une tradition d'un Thaddée initialement enterré à Beyrouth, qui pour l'Église catholique est l'apôtre Thaddée.

## Ses nom et surnom
Bien qu'il soit connu sous le nom de Thaddée, il ne s'agit vraisemblablement pas d'un nom, mais d'un surnom. Son nom est Judas souvent réduit à son diminutif : Jude. Le nom Judas a initialement un sens positif, toutefois dans la tradition chrétienne il devint le symbole de la trahison à cause de celle de Judas Iscariot. Le diminutif Jude et le surnom Thaddée (Thaddaeus) semblent avoir été privilégiés sur le nom Judas probablement pour éviter la confusion avec le traître, Judas Iscariot,.
La tradition orientale l'appelle souvent Addaï, notamment dans les sources en syriaque (un dialecte de l'araméen) et en arménien. Selon François Blanchetière, Addaï « est l'abréviation d'Adonya (Yavhé est mon seigneur/maître) ». Pour Christelle Jullien, Thaddée est « une transformation évidente de l'Addaï de la tradition syriaque ».
Saint Jérôme écrit dans son Commentaire de l’Épître aux Galates que « l’apôtre Judas, qui n’est pas le traître » a pris le nom de Zélote « en vertu de son zèle insigne ». Dans son texte contre Helvidius, il parle à nouveau de « Jude Zélote qui est dit Thaddée dans un autre évangile. ». Le Décret de Gélase au VIe siècle déclare canonique une épître Iudæ Zelotis apostoli, « de l’apôtre Judas le Zélote ».
Deux variantes de manuscrits des Constitutions apostoliques indiquent que « Thaddaeus, aussi appelé Lebbaeus et surnommé Judas le Zélote, prêcha la Vérité aux Édesséniens et au peuple de Mésopotamie lorsque Agbarus (Abgar) régnait à Édesse ».
La forme latine Lebbaeus est peut-être basée sur la racine hébraïque leb (cœur). Thaddée pourrait venir de l'araméen, « taddà » qui désigne la poitrine. Il pourrait signifier « le courageux », puisque le cœur et la poitrine en sont traditionnellement le siège. Il pourrait signifier aussi « homme de cœur » ou manifester la tendresse.

## Les différentes traditions
Thaddée est un personnage difficile à saisir puisque les différentes traditions définissent un contour différent du personnage. Toutes les traditions s'accordent toutefois pour dire qu'il a évangélisé les régions à l'est de l'Euphrate (souvent appelées Perse dans les textes chrétiens) dans la dernière partie de sa prédication.

### La tradition orthodoxe
Pour les orthodoxes, Jude Thaddée est un des douze apôtres de Jésus, descendant du roi David et de Salomon par Joseph qui n'était que fiancé à Marie lorsque Jésus est né de façon miraculeuse alors que Marie était vierge. C'est avec une autre épouse que Joseph aurait eu préalablement les quatre fils dont les noms sont fournis dans les évangiles synoptiques dont ferait partie Jude Thaddée,. Jude est aussi surnommé « Lebbaeus qui est aussi Thaddeus (Thaddée) » (Mt. 10, 3). Il est aussi appelé Thaddée dans l'évangile attribué à Marc (Mc. 3, 18). Dans les Actes des Apôtres, il est appelé Barsabas (Ac. 15, 22). Il est parfois appelé Judas frère de Jacques, pour marquer son humilité, afin de ne pas se mettre au même rang que son demi-frère Jésus. Il est donc à la fois le « frère » de Jésus, mentionné dans les listes de frères des évangiles et un des douze apôtres, mentionné soit sous le nom de Thaddée (Laebbius) ou celui de Judas de Jacques.

### La tradition nestorienne
La tradition nestorienne reprend le même type d'information que les orthodoxes. Thaddée y est souvent appelé Addaï, celui-ci aurait d'abord été envoyé par l'apôtre Thomas peu de temps après la résurrection de Jésus. C'est de ces apôtres, avec Bar-Tulmai (Barthélemy) et Mar Man  l'un des septante disciples que l'Église apostolique assyrienne de l'Orient a reçu l'enseignement de Jésus,. Cette église aurait initialement été établie à Édesse au Ier siècle et c'est à partir d'Édesse que la « Bonne nouvelle » (évangile) se serait répandue.

### La tradition arménienne

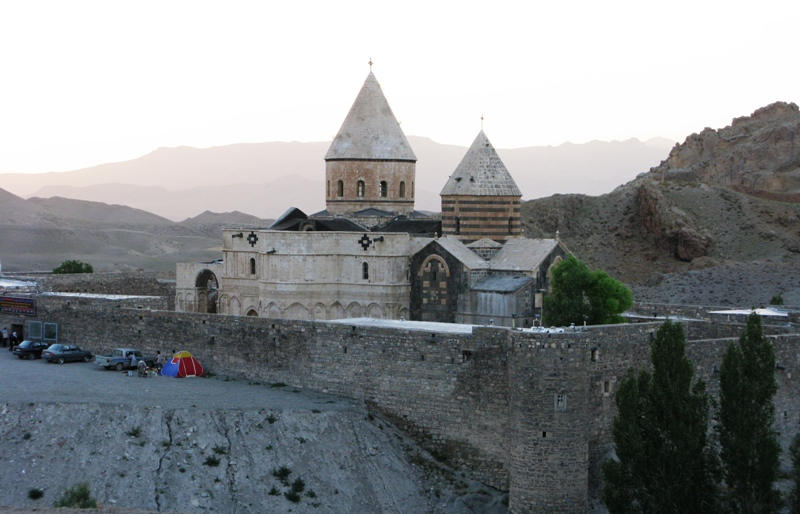
Monastère de Saint-Thaddée

Il existe en arménien un corpus de témoignages antiques et notamment une traduction arménienne de la « Doctrine d'Addaï » datant du Ve siècle. Dans cette version, après avoir évangélisé Édesse, Thaddée/Addai est envoyé évangéliser l'Arménie par le roi Abgar, l'oncle du roi d'Arménie Sanatrouk. Par rapport à la version en syriaque le récit des actes de l'apôtre se poursuit après son départ d'Édesse. Thaddée aurait été exécuté dans la ville de Maku vers 45, par Sanatruck, neveu du roi Abgar. Bien que l'authenticité de ces versions soit contestée, la tradition est toutefois solidement établie et soutenue par un ensemble de textes comme « Le Martyre de Thaddée », « L'Histoire de Thaddée et Sanduxt », « Le Martyre de Sanduxt », « La Découverte des reliques de Thaddée ». Certains de ces textes font également arriver l'apôtre Barthélemy en Arménie à l'époque de l'exécution de Thaddée, où il connut également le martyre dans les années 60.
Quoique Grégoire l'Illuminateur soit crédité du titre « d'Apôtre des Arméniens » pour avoir baptisé Tiridate IV d'Arménie en 301, et converti les Arméniens, les apôtres Jude et Barthélemy sont traditionnellement considérés comme ayant été les premiers à apporter le christianisme en Arménie, et sont donc vénérés comme les saints patrons de l'Église apostolique arménienne. Le Monastère Saint-Thaddée (dans le nord de l'Iran) est construit à l'endroit supposé du martyre de Jude. Le Monastère Saint-Barthélemy d'Aghbak (dans le sud-est de la Turquie) est construit à l'endroit supposé du martyre de Barthélemy.

### La tradition catholique
Dans la tradition catholique, Thaddée n'est ni le « frère » de Jésus appelé Jude Thaddée, ni l'apôtre du même nom, mais un disciple de Jésus, seulement membre du groupe des soixante-dix. À la suite de Bède le Vénérable, cette tradition considère que Jérôme de Stridon se trompe. Il en est de même des sources en syriaque et en arménien qui auraient confondu deux saints Thaddaeus. Pour affirmer cela, elle s'appuie sur la notice d'Eusèbe de Césarée qui l'appelle bien « l'apôtre Thaddée » envoyé à Édesse par Thomas, mais qui mentionne aussi son appartenance au « groupe des soixante dix ». Eusèbe de Césarée expose cette tradition, qu'il déclare avoir trouvé dans les Archives royales d'Édesse et l'avoir traduite lui-même depuis le syriaque. Selon cette thèse, les traditions grecque et arménienne ont confondu Addaï avec Thaddée. Jean-Pierre Mahé explique l'erreur dans la tradition grecque par une faute de lecture du syriaque (un aïn pris pour un tav).

## Les sources

### Nouveau Testament
Les critiques sont extrêmement divisés sur l'identification des Jude et Judas mentionnés dans les évangiles. Ceux qui considèrent les traditions orientales comme les plus cohérentes, estiment que Thaddée/Addaï est le Thaddée (Mc. 3, 18) — parfois nommé aussi Lebbaeus (Mt. 10, 3) — qui figure dans les listes de douze apôtres des évangiles attribué à Marc et à Matthieu, qui est appelé Judas de Jacques dans l'évangile attribué à Luc et les Actes des Apôtres.
Toutefois, cette identification est fortement contestée, tant par la tradition catholique que par nombre de critiques qui estiment que Thaddée/Addaï n'est pas l'apôtre mentionné dans les évangiles synoptiques. Par ailleurs, ces critiques se divisent sur la question de savoir si l'apôtre Thaddée est le « frère » de Jésus appelé Jude et s'il faut entendre Judas de Jacques comme Judas [fils] de Jacques ou Judas [frère] de Jacques. Certains critiques estiment même que l'apôtre appelé Thaddée n'est pas le même que celui appelé Judas de Jacques dans l'évangile attribué à Luc et les Actes des Apôtres.

### LesApocalypses de Jacques
Les deux Apocalypses de Jacques du codex V retrouvées à Nag Hammadi établissent un rapport entre un « Theuda » et Jacques le frère de Jésus. Dans la deuxième Apocalypse de Jacques, Theuda est appelé « du Juste et un de ses parents », c'est-à-dire un des parents de Jacques le Juste. Dans ces Apocalypses de Jacques, il y a trois personnages principaux, les deux premiers sont Jésus et son « frère » Jacques, le troisième est appelé Theuda dans la deuxième Apocalypse et est appelé Addai dans la première (IIe siècle). Il s'agit donc probablement du Thaddée-Addai « que les sources tardives d'Édesse et d'Arbèles disent avoir été envoyé par Thomas pour convertir les Syriens ». Puisque Addaï, dans la période ancienne, est un protagoniste de peu d'importance pour l'Église grecque et pour l'Occident, on peut donc supposer une connexion entre cette apocalypse et la Syrie et notamment Édesse et l'Osrhoène. La Première Apocalypse de Jacques est un texte antérieur à la rédaction du premier livre Contre les hérésies d'Irénée de Lyon (fin du IIe siècle), puisque celui-ci en cite de très larges extraits, sans toutefois mentionner ni le nom de Jacques, ni celui d'Addai. L'Apocalypse de Jacques est aussi contenu dans le codex Tchacos, dont le texte est partiellement parallèle au codex V de Nag Hammadi. Dans celle-ci, comme dans l'Évangile selon Thomas et l'Évangile selon les Hébreux, Jacques est désigné comme son successeur par Jésus lui-même,. C'est aussi Jacques qui est impliqué dans l'enseignement d'Addai/Thaddée, alors que les sources plus tardives mentionnent que c'est Thomas qui l'a envoyé à Édesse.

### LesConstitutions apostoliques
Dans les Constitutions apostoliques, quand il s'agit de discuter de Lebbaeus surnommé Thaddaeus — la même formulation que dans l'évangile attribué à Matthieu, l'ordre des deux noms étant seulement inversé — deux manuscrits notent qu'il était aussi « appelé Judas le Zélote ». Celui-ci, « va prêcher la Vérité aux Édesséniens et au peuple de Mésopotamie » lorsque Agbarus (Abgar) régnait à Édesse. »
Les Constitutions apostoliques nous sont parvenues en syriaque. Leur datation est discutée, certains chercheurs estiment qu'il s'agit d'un document du IIe siècle tandis que d'autres estiment qu'il est plus tardif. Comme les textes pseudo-clémentins, eux aussi attestés en syriaque, les Constitutions apostoliques se réfèrent à Jacques « frère de Jésus selon la chair ». De plus, comme dans les Reconnaissances, il est précisé que Jacques a été nommé « évêque » par le Seigneur lui-même.
Les fragments de liste des « douze » et « septante disciples », attribués à Hippolyte de Rome, connaissaient déjà les traditions reliant « Judas appelé Lebbaeus surnommé Thaddaeus » avec l'évangélisation « des Édesseniens et de toute la Mésopotamie » et apportant une lettre à « Augarus » (Abgar). Eusèbe de Césarée expose cette tradition, qu'il déclare avoir trouvé dans les Archives royales d'Édesse. Chez Hippolyte, ce Thaddaeus est clairement le même que Judas Thaddaeus (ou Lebbaeus) qui est aussi surnommé le Zélote.

### Les Pères de l'Église
Pour Papias d'Hiérapolis, il est l'un des quatre frères de Jésus. Jérôme de Stridon écrit dans son Commentaire de l’Épître aux Galates que « l’apôtre Judas, qui n’est pas le traître » a pris le nom de Zélote « en vertu de son zèle insigne. » Dans son texte contre Helvidius, il affirme à nouveau : « Jude Zélote qui est dit Thaddée dans un autre évangile. ». Le Decretum Gelasianum au VIe siècle déclare canonique une épître « Iudæ Zelotis apostoli », « de l’apôtre Jude Zelotes ». Pour Jérôme de Stridon, Thaddée envoyé au roi Abgar est l'apôtre Thaddée cité dans les listes des douze dans les évangiles. Au VIe siècle, Bède le Vénérable le conteste en s'appuyant sur Eusèbe de Césarée qui l'appelle « l'apôtre Thaddée », mais qui mentionne aussi son appartenance au « groupe des soixante dix ». Il en conclut que Thaddée-Addaïe n'est pas l'apôtre Thaddée mentionné dans les évangiles.

### Les sources en syriaque
Une chronique appelée La Caverne au Trésor qui date probablement de la fin du IIe début du IIIe siècle associe Mar Mari à Addai pour l'évangélisation de l'Adiabène et de Garamée (Beth Garmai) comme on le trouve dans d'autres textes. Il est par exemple associé à Mari dans le Dialogue du sauveur retrouvé dans une version copte à Nag Hammadi, ou encore dans l'anaphore de Addaï et Mari.
La Chronique d'Arbèles impute la première évangélisation à Addaï au Ier siècle et les évêques de l'Adiabène dont la liste commence au début du IIe siècle portent tous des noms typiquement juifs.
L'Histoire d'Abgar de Léroubna d'Édesse, la Doctrine d'Addaï racontent aussi l'envoi par Thomas de Thaddée/Addai au roi Abgar V et l'évangélisation d'Édesse par cet apôtre (Shlika).
Il existe aussi de nombreuses sources syriaques plus tardives.

### Les sources en arménien
En dehors du texte de Labubna d'Édesse, il existe aussi en arménien des Actes de Thaddée, dans lesquels ce dernier est appelé Addaï. Pour Christelle Jullien, Thaddée est « une transformation évidente de l'Addaï de la tradition syriaque ».
Il existe en arménien un corpus de témoignages antiques et notamment une traduction arménienne de la Doctrine d'Addaï. Ce texte de tradition arménienne a été rédigé en syriaque et date probablement du IVe ou du début du Ve siècle. Il a été composé vraisemblablement dans l'entourage de l'évêque Rabboula d'Édesse, mais un noyau ancien remonte probablement au IIIe siècle. Selon Alain Desreumaux, le texte fourmille d'anachronismes et les données historiques sont brouillées. En effet dans ce texte Jésus n'a pas encore été crucifié un ou deux ans après sa première rencontre avec le scribe Anan que le texte situe en 31-32 (l'an 340 de l'ère des Grecs), alors que la tradition chrétienne a retenu qu'il est mort en l'an 30. Dans cette version, le récit se poursuit après que Thaddée eut évangélisé Édesse dirigée par le roi Abgar. L'apôtre aurait continué jusqu'en Arménie. Thaddée aurait été exécuté dans la ville de Maku vers 45, par Sanatruck, neveu du roi Abgar. D'autres textes font également arriver l'apôtre Barthélemy en Arménie à l'époque de l'exécution de Thaddée, où il connut également le martyre dans les années 60. Bien que l'authenticité de ces versions soient contestée, la tradition est toutefois solidement établie et soutenue par un ensemble de textes comme « Le martyre de Thaddée », « l'histoire de Thaddée et Sanduxt », le « Martyre de Sanduxt », la « Découverte des reliques de Thaddée ». Les chroniqueurs comme Faustus de Byzance ou Moïse de Khorène dans son Histoire d'Arménie relatent les mêmes faits.
Les Actes de Mari reprennent le cycle d'Abgar. Il est probable que ce passage ait été ajouté en préliminaire au récit concernant Mari.

#### LaDoctrine d'Addaï
La Doctrine d'Addaï est un écrit chrétien de tradition arménienne datant probablement du IVe ou du début du Ve siècle. Ce texte en arménien dépend probablement de traditions littéraires en syriaque qui remontent vraisemblablement au IIIe siècle. Le texte raconte notamment comment, par une lettre, le roi Abgar d'Édesse invite Jésus à se protéger des Romains et des Juifs en s'abritant dans son royaume. Celui-ci, lui promet de lui envoyer un disciple après l’Ascension et c'est l'un des douze apôtres, Thomas Didyme — jumeau spirituel du Christ — qui envoie Thaddée-Addaï auprès du roi où il le convertit avec les nobles de son royaume. C'est Agbar Ukama « le Noir » (Abgar V règne de -4 à 7 puis 13 à 50) qui envoie la missive. Dans la Doctrina, Addaï est originaire de Panéas (Césarée de Philippe).
Addaï, « figure de base du christianisme syriaque », aurait selon cette tradition fait œuvre de prédication sous le règne d'Abgar à Édesse. Selon Jean-Pierre Mahé, les traditions grecque et arménienne l'aurait néanmoins confondu avec Thaddée. Jean-Pierre Mahé explique l'erreur dans la tradition grecque par une faute de lecture du syriaque (un aïn pris pour un tav). Toutefois des historiens comme Ilaria Ramelli ou Robert Eisenman considèrent sur la base des très nombreuses sources antiques existantes que Judas Thaddée (aussi appelé Judas le Zélote) est bien le même personnage que le Thaddée-Addaï. Les sources les font tous deux évangéliser Édesse et convertir le roi Abgar V et certaines sources l'appellent parfois Theuda, parfois Addaïe.
Dans son combat pour la primauté, l'Église de Rome a souvent affirmé que l'Église arménienne utilise Thaddée-Addaïe pour affirmer et entériner son apostolicité, en faisant valoir qu'elle a été créée directement par un apôtre dans les années 40, alors qu'aucun texte ne prouve la même chose pour Rome et l'apôtre Pierre. Folker Siegert en déduit que cette venue de Thaddée/Addaï serait un mythe. Bien qu'il soit possible que l'Église arménienne utilise la confusion entre deux Thaddée, l'un apôtre et l'autre membre du groupe des septante disciples, ce qui expliquerait les deux lieux de sépultures pour les deux Thaddée, pour certains historiens il semble difficile de contester l'évangélisation d'Édesse par Judas Thaddée/Addaïe vu l'abondance des sources antiques.
Comme dans toutes les traditions chrétiennes, la figure de l'apôtre se transforme au fil des remaniements des textes de la tradition arménienne, et une première version de sa mort en martyr se mue en départ vers l'Orient, au-delà de sa prédication à Édesse auprès d'Agbar, pour l'évangélisation de l'Arménie où il subit alors le martyre. La tradition ne cesse de s'enrichir et, suivant un Martyre de Barthélemy de tradition arménienne également, c'est ce dernier, l'un des Douze, qui prolonge son œuvre avant d'être à son tour martyrisé, par le roi Sanatruk, avant d'être enlevé au ciel par Addaï lui-même.
La tradition arménienne a produit une série d'apocryphes, existant seulement en arménien, qui mettent en scène ces récits apostoliques, dont fait partie le Martyre de Barthélemy déjà cité : le Martyre de Thaddée, l'Histoire de Thaddée et Sanduxt, le Martyre de Sanduxt ou encore la Découverte des reliques de Thaddée, qui relatent la venue du saint à l'époque du roi Sanatruk. Le texte de la Doctrine est utilisé et à nouveau remanié par Moïse de Khorène pour en composer un rôle exclusivement arménien au personnage de Thaddée dans son Histoire de l'Arménie.
L'évangélisation d'Édesse par Addaï est mentionnée dans plusieurs textes du IIe siècle, dont les deux Apocalypses de Jacques retrouvées à Nag-Hamadi. On la trouve aussi dans la Caverne des trésors. Au IVe siècle, la correspondance entre Agbar et Jésus est connue d'Eusèbe de Césarée qui la cite dans son Histoire ecclésiastique en précisant qu'il l'a lui-même traduite à partir de textes trouvés dans les archives d'Édesse. Elle est aussi connue d'Égérie qui a fait un voyage dans la région.